# Douwe de Vries
Douwe de Vries (ur. 14 czerwca 1982 w Hallum) – holenderski łyżwiarz szybki, wielokrotny medalista mistrzostw świata.

## Kariera
Po raz pierwszy na arenie międzynarodowej Douwe de Vries pojawił się 19 listopada 2011 roku w Czelabińsku, gdzie w zawodach Pucharu Świata na dystansie 5000 m był dziesiąty. Parę miesięcy później, 11 marca 2012 roku w Berlinie po raz pierwszy stanął na podium zawodów pucharowych, wspólnie z Koenem Verweijem i Janem Blokhuijsenem wygrywając bieg drużynowy. W kolejnych latach Holendrzy z de Vriesem w składzie kilkukrotnie stawali na podium w tej konkurencji, odnosząc przy tym trzy zwycięstwa: 7 grudnia 2013 roku w Berlinie, 15 marca 2014 roku w Heerenveen i 15 listopada 2014 roku w Obihiro. Pierwsze indywidualne podium w zawodach PŚ wywalczył 6 grudnia 2014 roku w Berlinie, gdzie był trzeci na dystansie 5000 m. W zawodach tych wyprzedzili go jedynie jego rodak Jorrit Bergsma oraz Sverre Lunde Pedersen z Norwegii. W styczniu 2014 roku wystartował na mistrzostwach Europy w wieloboju w Hamar, kończąc rywalizację na siódmej pozycji. Najlepszy wynik osiągnął w biegu na 5000 m, w którym zajął drugie miejsce za Blokhuijsenem. Podczas dystansowych mistrzostw świata w Heerenveen w 2015 roku zajął trzecie miejsce w biegu na 5000 m, przegrywając tylko ze Svenem Kramerem i Jorritem Bergsmą. Na tych samych mistrzostwach wspólnie z Kramerem i Verweijem zwyciężył w biegu drużynowym. Wynik ten Holendrzy z de Vriesem w składzie powtórzyli na mistrzostwach świata w Kołomnie (2016) i mistrzostwach świata w Gangneung (2017).